# Správní obvod obce s rozšířenou působností Liberec
Správní obvod obce s rozšířenou působností Liberec je od 1. ledna 2003 jedním ze tří správních obvodů rozšířené působnosti obcí v okrese Liberec v Libereckém kraji. Čítá 28 obcí.
Města Liberec, Český Dub, Hodkovice nad Mohelkou, Hrádek nad Nisou, Chrastava a Jablonné v Podještědí jsou obcemi s pověřeným obecním úřadem.

## Seznam obcí
Poznámka: Města jsou vyznačena tučně, městyse kurzívou.
- Bílá
- Bílý Kostel nad Nisou
- Cetenov
- Český Dub
- Dlouhý Most
- Hlavice
- Hodkovice nad Mohelkou
- Hrádek nad Nisou
- Chotyně
- Chrastava
- Jablonné v Podještědí
- Janovice v Podještědí
- Janův Důl
- Jeřmanice
- Kryštofovo Údolí
- Křižany
- Liberec
- Mníšek
- Nová Ves
- Oldřichov v Hájích
- Osečná
- Proseč pod Ještědem
- Rynoltice
- Stráž nad Nisou
- Světlá pod Ještědem
- Šimonovice
- Všelibice
- Zdislava

## Obyvatelstvo
| Rok  | Obyv.   | ± %    |
| ---- | ------- | ------ |
| 1869 | 118 939 | —      |
| 1880 | 129 913 | +9,2 % |
| 1890 | 137 087 | +5,5 % |
| 1900 | 149 082 | +8,7 % |
| 1910 | 159 510 | +7 %   |

| Rok  | Obyv.   | ± %     |
| ---- | ------- | ------- |
| 1921 | 148 594 | −6,8 %  |
| 1930 | 159 236 | +7,2 %  |
| 1950 | 107 057 | −32,8 % |
| 1961 | 115 932 | +8,3 %  |
| 1970 | 120 138 | +3,6 %  |

| Rok  | Obyv.   | ± %    |
| ---- | ------- | ------ |
| 1980 | 131 811 | +9,7 % |
| 1991 | 134 914 | +2,4 % |
| 2001 | 133 957 | −0,7 % |
| 2011 | 140 642 | +5 %   |
| 2021 | 144 998 | +3,1 % |